# Hylaeus scutulus
Hylaeus scutulus är en biart som först beskrevs av Joseph Vachal 1894.  Hylaeus scutulus ingår i släktet citronbin, och familjen korttungebin. Inga underarter finns listade i Catalogue of Life.